# Ramón Despuig y Martínez de Marcilla
Ramón Despuig y Martínez de Marcilla (Mallorca, 1670 - Malta, 15 de enero de 1741). Aristócrata español que llegó a ser el sexagésimoséptimo Gran maestre de la Orden de Malta.

## Biografía
Fue elegido en 1736 para tal dignidad, que ocupó hasta su muerte cinco años después. Fue sucedido por Manuel Pinto de Fonseca. Era hijo de los condes de Montenegro.
Ramón Despuig nació cerca de las nueve de la noche del miércoles 18 de junio de 1670 en Ciutat de Mallorca (Palma). Era el noveno y último vástago del matrimonio de Ramón Despuig i Rocabertí, I conde de Montenegro, y Melchora Martínez de Marcilla Ram de Montoro, III condesa de Montoro. La alta mortandad infantil aconsejó tomar las aguas bautismales al día siguiente en la capilla familiar de la parroquia de Santa Creu (Palma). Al recién nacido le pusieron el nombre de su padre, de su abuelo y de un hermano fallecido prematuramente hacía catorce años. Tradicionalmente, los hijos de la nobleza no primogénitos se labraban su fortuna recurriendo a los servicios a la Corona o ingresaban en la Iglesia como destino recurrente, al librar a la familia de una carga económica, no dejar descendencia (al menos legítima) y permitir cierta capacidad acumulativa económica.
Su padre solicitó en 1673 al Gran Maestre, frey Nicolás Cotoner, una dispensa para hacer las pruebas de ingreso en la Orden para Ramón, en “edad pupilar”, al contar con solo tres años de edad. La asamblea del priorato de Cataluña, reunida el 11 de abril de 1673, nombró una comisión para confirmar la nobleza del linaje y la limpieza de sangre del solicitante. Este contaba con los requisitos necesarios por sus ascendientes paternos y maternos hasta cuarta generación. Aprobado el ingreso por el prior de Cataluña, embarcó hacia Malta en uno de los barcos sanjuanistas pagando el derecho de pasaje a la lengua de Aragón. Al llegar a la isla ingresó en el convento de la Sagrada Casa Hospital como novicio para cursar estudios de formación religiosa y caballeresca, lo que incluía la asistencia de los enfermos en la Sacra Enfermería. Al cumplir los dieciocho años, el novicio podía retornar a la tierra de origen o profesar los votos perpetuos de obediencia, pobreza, castidad, asistencia a los pobres y enfermos, y combatir a los infieles para convertirse en caballero de justicia. Ramón Despuig decidió continuar en la Orden para labrarse un brillante cursus honorum, siendo destinado en un navío de la escuadra maltesa para navegar las cuatro caravanas prescritas por la regla de la Orden hasta alcanzar el grado de oficial. Existe poca información de Ramón Despuig durante su periodo de formación al contar con escasas cartas remitidas a su casa. Durante sus años de noviciado contó solo con la asignación que enviaba desde Mallorca su hermano mayor, el conde de Montenegro, como gestor de la herencia familiar. Su hermano también le remitía desde Mallorca, aprovechando embarcaciones privadas y de la escuadra maltesa que hacían ruta por el Mediterráneo, productos como queso, aceite, olivas, alcaparras, chocolate, entre otros.
En la segunda década de los noventa llegaron sus primeros cargos de relevancia. En septiembre de 1695 y tras veintidós años en la Orden pasó a formar parte de la caravana para lograr su graduación de capitán de galera, con el correspondiente besamanos al Gran Maestre Adrien de Wignacourt. La estancia en las galeras de la caravana era un paso imprescindible en el cursus honorum para el caballero sanjuanista. Entre 1695 y 1697 ascendió a capitán de galeras, surcando las aguas del Mediterráneo en caravana para convertirse en caballero conventual. La estancia en caravana no era barata y normalmente era la familia quien pagaba los gastos para ir embarcado. En el caso de Ramón Despuig fue costeada por su hermano el conde de Montenegro, según reconoció en 1707, con un coste de más de quince mil piezas de a ocho que supuso un gran esfuerzo económico para la familia. Tras pasar el periodo conventual y de caravana, la Orden solía conceder una encomienda o renta a los caballeros sanjuanistas para tener cierta solvencia económica. En 1696 y tras la muerte del bailío de Mallorca, fray Arnaldo Moix i Net, surgió la primera oportunidad de gestionar una encomienda. El conde de Montenegro se apresuró a enviar dinero a su hermano Ramón por si tenía que pagar los derechos para obtener la bailía. Además envió diversas cartas al prior de Cataluña, Arnau Serralta, y al comendador Jorge Puigdorfila para solicitar la recomendación para su hermano Ramón. El esfuerzo fue en vano al no concederle la apreciada encomienda. Ese mismo año llegó una segunda oportunidad tras la muerte del prior de Cataluña, fray Arnau Serralta, pero tampoco dio resultado positivo, a pesar de la presión del conde de Montenegro a varios caballeros, incluido Ramón de Perellós y Rocafull, consejero del Gran Maestre Adrien de Wignacourt y su futuro sucesor. El conde de Montenegro lamentó, con resignación, la frustrada concesión a su hermano Ramón al indicar que "Dios lo dara por otras partes si combiene".
Al año siguiente se produjo la muerte del Gran Maestre Adrien de Wignacourt, y la elección del valenciano Ramón Rabasa Perellós i Rocafull (1697–1720) supuso una etapa favorable para los Despuig en la Orden. El conde de Montenegro se puso a la obediencia del nuevo Gran Maestre sin escatimar elogios al nuevo dignatario sanjuanista. El Consejo de la Orden contó con la estimación y confianza de Ramón Despuig, por los buenos talentos con que Ntro. Señor le ha dotado, al confiarle la misión diplomática de embajador de la Orden ante el virrey de Sicilia, duque de Veragua, para anunciar la elección del nuevo Gran Maestre. Al año siguiente era comendador de Susterris, de las milicias de Malta y, en 1698, gobernador del fuerte Ricasoli (Malta), relevando al mallorquín Miguel Bordils i Truyols.
Durante los últimos años de enfermedad del Gran Maestre Ramón Rabassa de Perellós i Rocafull, este le nombró su lugarteniente (1718), senescal (1719) y lugarteniente durante su último año de vida (1720). Su sucesor y breve Gran Maestre, Marc Antonio Zondadari (1720–1722), también contó con sus servicios al continuar como senescal y lugarteniente durante su último año de vida. Los servicios prestados quedaron recompensados en 1723 con la concesión de la encomienda del bailío de su estimada Mallorca, que disfrutó hasta 1738. Del mismo modo, el Gran Maestre portugués Antonio Manoel de Vilhena (1722–1736) también contó con Despuig al delegar en él su gobierno durante sus últimos meses de vida. Los años trascurrieron dentro de la Orden sanjuanista acumulando confianza con el Gran Maestre y experiencia en las altas instancias.
El Gran Maestre enfermó con pronóstico de gravedad y cerca de las doce del 11 de diciembre de 1736 le fue administrada la extremaunción. Desde aquel momento fueron pasando por casa de Despuig caballeros, comendadores y bailíos para rendirle honores. Al día siguiente murió el Gran Maestre y cuatro días después, 16 de diciembre, fue nombrado por unanimidad Ramón Despuig en el supremo magisterio de la Orden, cuando contaba con sesenta y seis años de edad.
Las autoridades mallorquinas decidieron celebrar tan magna ocasión con un tedeum en la catedral de Mallorca el 2 de febrero oficiado por el obispo Benito Panalles Escardo y asistido por Lorenzo Despuig i Cotoner y Juan Despuig i Fortuny, sobrinos del Gran Maestre.

## El tiempo del Gran Maestre Despuig
El magisterio del último Gran Maestre mallorquín, fray Ramón Despuig i Martínez de Marcilla, fue más bien discreto dentro de la relativa decadencia de la Orden. No pasará a la historia por las grandes actuaciones bélicas de antaño sino por la persecución del corsarismo, el cumplimiento de la disciplina y por renovar la legislación maltesa. Destaca la activa política numismática durante su magisterio llegando a emitir cuarenta y tres tipos de monedas, algunas de ellas con su busto. 
El nuevo Gran Maestre mantuvo muy buenas relaciones diplomáticas con las capitales europeas, especialmente con París y Viena. El tratamiento de Alteza o Mon Cousin por los monarcas europeos simboliza perfectamente la alta consideración que disfrutó el Gran Maestre durante el siglo XVIII.  Luis XV mantuvo correspondencia con Despuig sobre temas personales como el matrimonio de su hija Luisa Isabel con el infante Don Felipe, futuro duque de Parma. Correspondencia extensible a monarcas como  Jorge II de Inglaterra, la emperatriz rusa Ana Ivanova, Federico Guillermo I de Prusia y las cancillerías europeas, como el cardenal Fleury, duque de Lorena, el depuesto rey de Polonia Stanislao Leczinski, entre otros. Cartas y felicitaciones que en ocasiones iban acompañadas de una solicitud de una encomienda o recomendación para algún allegado o amistad. Es destacable la fluida correspondencia con el duque de Lorena, Francisco III Esteban de Lorena, Gran duque de Toscana a partir de 1739, y esposo de María Teresa de Austria, comunicando cuestiones particulares como el matrimonio en marzo de 1737 de su hermana Isabel Teresa con Carlos Manuel III de Cerdeña o su viaje por sus nuevos estados italianos para residir en Florencia. El duque de Toscana aprovechó su confianza con el Gran Maestre para solicitar una encomienda -de gracia o magistral- para su chambelán, el caballero Le Begue, cuestión que fue denegada. Años después volvió a insistir para el priorato de Champaña. Despuig tuvo que recordarle que estas encomiendas estaban destinadas a los generales de las galeras que “sacrificaban todos los días su fortuna al servicio de mi Orden”.
La participación de la Orden en los conflictos internacionales durante el magisterio de Despuig fue escueta, destacando en la guerra austro- turca que enfrentó a la alianza formada por el emperador austríaco Carlos VI y la emperatriz rusa Ana Ivanova contra el imperio turco. Carlos IV de España, solicitó al Gran Maestre Despuig, con la aprobación y orden del Papa, el envío al Danubio en el verano de 1739 de trescientos marineros, oficiales y catorce caballeros todos ellos de la Orden, para incorporarlos en las embarcaciones del emperador para impedir:

la navegación de las embarcaciones turcas, pues desde la toma de Horsova, se han hecho aquellos infieles muy orgullosos y soberbios, y así embío con la brevedad posible dichos cavalleros y marineros a Triesti, con un navío de esta Religión y desde allí pasarán a incorporarse a sus destinos.

Ramón Despuig, tras su nombramiento de Gran Maestre, delegó en su hermano el conde de Montenegro la gestión de bailío de Mallorca en abril de 1737. La gestión del bailío generó un capital pasivo de casi 7.000 libras por la dificultad de cobrar las rentas de la Orden en la isla especialmente en Manacor y Pollensa. Parte de los ingresos fueron destinados para construir el nuevo presbiterio de la Iglesia de Pollensa, destinando entre 200 y 300 libras de la deuda pendiente para su finalización e incentivando por esta vía a pagar a los deudores.
Su apoyo a los mallorquines sanjuanistas dentro de la Orden fue importante. El caso más patente fue su intervención en el nombramiento del pollensín Bartolomé Rull i Cánaves como Gran Prior de la iglesia conventual de San Juan de Malta, tras la muerte de Jaime Simonet. La ayuda a veces iba más allá de la estrictamente religiosa. Fue frecuente el préstamo de dinero, sin interés, a los sanjuanistas mallorquines residentes en La Valeta, especialmente a los jóvenes novicios, para saldar deudas, vivir acorde a su condición social, costear los gastos por ir en caravana o pagar a la Orden algún derecho al ser agraciado con algún ascenso o cargo. 
Los últimos años de vida del Gran Maestre estuvieron empañados por enfermedades que lograba superar, aunque sus recaídas eran cada vez más graves para una persona que rondaba los setenta años de edad. A finales de mayo de 1737 padeció fuertes dolores que fueron paliados en sus largas estancias en la residencia de verano de los grandes maestres del Jardín de San Antonio, en Attard. A principios del verano de 1740 el cuadro clínico se agravó con una fuerte “fluxión” en los ojos y oídos que le impidió salir del Palacio, aunque no interrumpió sus obligaciones.
Ramón Despuig i Martínez de Marcilla murió en La Valeta el 15 de enero de 1741, con casi setenta y un años de edad, rodeado de sus allegados y sus sobrinos Juan y Lorenzo Despuig, “quienes hasta el último respiro sirvieron al difunto tío con la atención y cariño se merecía”. Fue enterrado, según su voluntad, en la capilla de San Jorge de la lengua de Aragón en la iglesia conventual de San Juan de La Valeta, sin excesos, de modo ordinario y por privilegio de los Grandes Maestres. Su sobria tumba está compuesta por un sarcófago de mármol, con dos medallones, uno con sus armas y otro con su busto mostrando dos cruces de la Orden por privilegio a los grandes maestres como dignidad suprema.
Tres días después de la muerte de Despuig, fue elegido su sucesor, el portugués Manuel Pinto de Fonseca (1741–1773), quien marcó un nuevo tiempo en la historia de la Orden
| Predecesor: António Manoel de Vilhena | Gran maestre de la Orden de Malta 1736 - 1741 | Sucesor: Manuel Pinto de Fonseca |